# Anemia spicantoides
Anemia spicantoides là một loài dương xỉ trong họ Anemiaceae. Loài này được Mabb. mô tả khoa học đầu tiên năm 1983.